# Johannes Prassek
Johannes Prassek, né le 13 août 1911 à Hambourg (Allemagne) et mort (exécuté) le 10 novembre 1943 dans la même ville, est un prêtre catholique allemand. Il est l'un des martyrs de Lübeck, quatre ecclésiastiques chrétiens de Lübeck, condamnés à mort en 1943 pour avoir critiqué publiquement le régime national-socialiste. Il est béatifié en 2011, comme les deux autres catholiques.

## Biographie
Johannes Prassek est le fils d'un maçon du quartier de Grindel. Ses parents ont déménagé à Barmbek après sa naissance. Il fait sa scolarité à l'école d'érudition Saint-Jean.
Il étudie en 1931 la théologie et la philosophie à la Faculté de philosophie et de théologie de Sankt Georgen et à Münster. Il est ordonné prêtre catholique en 1937 à Osnabrück. Chapelain, il exerce à Wittenburg puis en 1939 comme adjoint puis chapelain de l'église du Sacré-Cœur de Lübeck. Le jeune philosophe Hans Blumenberg est l'un des jeunes pour qui Prassek a une influence formatrice en tant que pasteur et guide spirituel.
Il reçoit deux semaines avant son arrestation encore la décoration de la défense aérienne, car lors du bombardement de Lübeck le 28 mars 1942 il aida à sauver des gens d'un hôpital détruit.
Il ne cache pas son rejet du régime national-socialiste et l'exprime clairement dans ses sermons. En outre, il se consacre aux travailleurs forcés polonais et apprend leur langue. Il est dénoncé et arrêté le 18 mai 1942 par la Gestapo. Deux autres membres de l'église du Sacré-Cœur, Eduard Müller et Hermann Lange, et le pasteur protestant Karl Friedrich Stellbrink se sont eux aussi opposés contre le régime nazi.
Le deuxième Sénat de la Volksgerichtshof vient à Lübeck. Au cours du procès, Prassek avoue sa critique du national-socialisme. Une demande de grâce de son évêque Wilhelm Berning est rejetée.
Il est exécuté avec ses trois co-accusés le 10 novembre 1943 à la prison de Holstenglacis par le bourreau Friedrich Hehr au moyen de la guillotine. Son corps et celui d'Eduard Müller sont brûlés dans le crématoire du camp de concentration de Neuengamme, les cendres sont dispersées dans la pépinière.

## Béatification
À l'occasion du 60e anniversaire de son exécution, l'archevêque de Hambourg, Werner Thissen, annonce que le processus de béatification sera ouvert pour Johannes Prassek, Eduard Müller et Hermann Lange.
Le 1er juillet 2010, le bureau de presse du Vatican annonce que le pape Benoît XVI autorise le préfet de la Congrégation pour les causes des saints à « faire appliquer » un décret et que la cause de béatification est accomplie. La cérémonie a lieu le 25 juin 2011 à Lübeck. On évoque aussi Karl Friedrich Stellbrink.

## Source
- (de) Cet article est partiellement ou en totalité issu de l’article de Wikipédia en allemand intitulé « Johannes Prassek » (voir la liste des auteurs).